# Brigitte Ullmann
Brigitte Ullmann (geb. Kasparek; * 5. August 1934 in Greifswald) ist eine deutsche Gebrauchsgrafikerin und Illustratorin.

## Leben und Werk
Brigitte Kasparek studierte von 1954 bis 1958 an der Pädagogischen Hochschule Potsdam und arbeitete dann bis 1968 als Lehrerin. Von 1969 bis 1972 studierte sie Gebrauchsgrafik an der Fachschule für Werbung und Gestaltung Berlin-Schöneweide. 1972/1973 arbeitete sie als Gebrauchsgrafikerin beim Berliner Verlag und danach freischaffend in Berlin. Sie schuf für eine bedeutende Zahl von belletristischen Büchern Illustrationen, insbesondere für die Verlage Aufbau Verlag, Eulenspiegel-Verlag, Junge Welt, Kinderbuchverlag, Verlag Neues Berlin, Rütten & Loening, Verlag der Nation, Union Verlag und Volk und Wissen.
Brigitte Ullmann war bis 1990 Mitglied des Verbands Bildender Künstler der DDR.

## Teilnahme an zentralen und wichtigen regionalen Ausstellungen in der DDR
- 1977 bis 1988: Dresden, VIII. bis X. Kunstausstellung der DDR
- 1979, 1982 und 1986: Berlin, Bezirkskunstausstellungen

## Werke mit Illustrationen Brigitte Ullmanns
- Das Kellnerinnen-Elend in Berlin (1991), Berliner Handpresse, Reihe Werkdruck